# Proceedings of the National Academy of Sciences
Proceedings of the National Academy of Sciences of the United States of America, of kortweg PNAS, is het officiële orgaan van de National Academy of Sciences van de Verenigde Staten en wordt alom gezien als een belangrijk wetenschappelijk tijdschrift; het is dan ook een van de meest geciteerde wetenschappelijke publicaties ter wereld. De eerste uitgave van PNAS verscheen in 1915 en sinds die tijd verschijnen in het tijdschrift vaak baanbrekende artikelen, commentaren, besprekingen en vooruitblikken. Ook verslagen van de bezigheden van de 'Academy' verschijnen in 'PNAS'. Het tijdschrift verschijnt wekelijks in druk en de online versie wordt dagelijks bijgewerkt.
Hoewel het leeuwendeel van de gepubliceerde stukken over biomedische wetenschappen gaat, worden ook regelmatig belangwekkende publicaties op andere wetenschappelijke gebieden verzorgd. PNAS wordt door veel onderzoekers gelezen, en de publicaties komen zes maanden na verschijning in druk ook gratis online beschikbaar. Soms gebeurt dit ook direct als de auteurs hebben aangegeven dat hun werk vrij toegankelijk moet zijn. Speciaal voor 144 ontwikkelingslanden komen alle artikelen direct online beschikbaar.
De financiering van PNAS, onafhankelijk van de overheid en zelfs van de National Academy of Sciences, wordt deels verzorgd door de auteurs kosten in rekening te brengen voor het publiceren van hun werk.